# Umurlu, Efeler
Umurlu là một thị trấn thuộc huyện Efeler, tỉnh Aydın, Thổ Nhĩ Kỳ. Dân số thời điểm năm 2010 là 11.374 người.